# Xiphinema diversicaudatum
Xiphinema diversicaudatum zijn amfimixische ectoparasitaire plantenparasitaire aaltjes. Deze soort heeft een karakteristiek lange stilet (odontostilet), waarmee de cortex- en vaatbundelcellen van de planten worden aangeprikt. Het aaltje komt vooral voor op leemhoudende grond, maar komt ook op klei- en zandgronden voor. Ze tasten veel verschillende gewassen aan, waaronder aardbei, druif, hop, framboos, bloembollen, vaste planten en diverse onkruiden zoals vogelmuur en herderstasje. De wortels worden beschadigd, doordat de rondwormen net onder de worteltop de cellen aanprikken. Tevens ontstaan er gallen. De rondwormen kunnen het Arabis-mozaïekvirus en het Strawberry latent ringspot virus overbrengen. Bij met het virus geïnfecteerde aaltjes zitten de virusdeeltjes als een enkele laag op de cuticula van de odontofoor en slokdarm.
Xiphinema diversicaudatum komt over de hele wereld voor.

## Morfologie
Xiphinema diversicaudatum is 4,0-5,5 mm lang. Ze hebben een lange stilet, die ongeveer 0,1 mm lang is. De lange stilet lijkt op die van Longidorus-soorten, maar is te onderscheiden door 3 achterste basale kragen en een meer naar achteren liggende geleidingsring. Xiphinema diversicaudatum heeft een tweedelige slokdarm, die geen metacorpus bevat. Een aanpassing in het achterste uiteinde van de slokdarm vormt een gespierde achterste bol, die een pompwerking kan genereren vergelijkbaar met die van een metacorpus in andere plantenparasitaire aaltjes. Het lumen van de slokdarmbol bevat 3 afvoerkanalen voor de afscheidingen van de slokdarmklieren. De aaltjes kunnen zich per jaar over 50 cm verspreiden.

## Levenscyclus
Xiphinema diversicadautum-aaltjes zijn eenslachtig, waarbij er evenveel mannetjes als vrouwtjes voorkomen. De eieren worden afzonderlijk in waterfilms in de bodem gelegd en zitten niet in een eimassa. Nadat de L1-larve uit het ei komt, zijn er 4 vervellingen, die allemaal in de bodem plaatsvinden. De L5 is het volwassen stadium. Uit een onderzoek in Slowakije blijkt dat Xiphinema diversicadautum de levenscyclus bij 24 °C in ongeveer 12 weken kan voltooien. Beneden de 5 °C komen de eieren niet uit en overleven een winter niet. Alle levensfasen, met uitzondering van de eieren, kunnen zonder een waardplant tot 3 jaar overleven. De vrouwtjes kunnen maximaal 5 jaar zonder waardplant leven.